# ACM Computing Surveys
ACM Computing Surveys (CSUR) é uma revista científica, peer-reviewed publicada pela Association for Computing Machinery. A revista publica artigos de pesquisa e tutoriais relacionados à ciência da computação e computação. Foi fundada em 1969; o primeiro editor-chefe foi William S. Dorn.
No ISI Journal Citation Reports, a ACM Computing Surveys tem o maior fator de impacto entre todas as revistas de ciência da computação No ranking das revistas de informática de 2008, a ACM Computing Surveys recebeu a classificação mais alta “A*”.